# Clube Desportivo de Torres Novas
O Clube Desportivo de Torres Novas é uma associação desportiva portuguesa localizada na cidade de Torres Novas, no distrito de Santarém.

## História
Em Janeiro de 1945, por iniciativa do capitão António Augusto Teixeira, de José da Silva Borralho e Manuel Inácio Pina, foi fundado o Clube Desportivo de Torres Novas. Desde esta data que o Clube Desportivo de Torres Novas (C.D.T.N.) se iniciou num imenso esforço desportivo de onde surgiram nomes internacionais como José Torres.O Clube Desportivo de Torres Novas é a equipa do seu distrito(Santarém) com mais presenças em campeonatos nacionais de futebol e a par do União de Tomar, são as equipas com mais história a nível de futebol.
No entanto não foi só no futebol que o C.D.T.N. brilhou, tendo também um campeonato nacional e uma taça de Portugal de Andebol feminino. De realçar que o C.D.T.N foi o primeiro Campeão Nacional da 3ª Divisão em Hóquei Patins. Desde há já alguns anos para esta data que o C.D.T.N. tem desenvolvido a sua escola da modalidade de basquetebol, contando já com bastantes títulos distritais e mesmo nacionais.

## Palmarés

### Futebol[3]
- 1 Título da Taça do Ribatejo
  - 2022/23
- 3 Título da Supertaça "Dr. Alves Vieira"
  - 2022/23;
  - 2011/12;
  - 2010/11
- 9 Títulos de Campeão Distrital: 
  - 1927/28;
  - 1949/50;
  - 1954/55;
  - 1955/56;
  - 1956/57;
  - 1957/58;
  - 1958/59;
  - 1988/89;
  - 2007/08
- 4 Títulos de Vencedor das Séries da 3.ª Divisão Nacional: 
  - 1949/50;
  - 1951/52;
  - 1958/59;
  - 1965/66;
- 26 Presenças na 3.ª Divisão Nacional
- 24 Presenças na 2.ª Divisão Nacional
- 36 Presenças na Taça de Portugal

### Patinagem[4]
- 1978/79
  - 1 título distrital de pares.
- 1979/80
  - 4 títulos distritais individuais.
- 1980/81
  - 5 títulos regionais individuais.
- 1981/82
  - 7 títulos individuais e pares nos campeonatos regionais.
- 1982/83
  - 4 títulos individuais.
- 1983/84
  - 1 título nacional individual e 6 títulos regionais.
- 1984/85
  - 1 título nacional individual e 5 títulos regionais individuais.
- 1985/86
  - 1 título nacional individual e 4 títulos distritais.
- 1986/87
  - Nos campeonatos distritais, o CDTN venceu todos os títulos em disputa.

2005- Após alguns anos de paragem a Secção de Patinagem Artística de Torres Novas renasce , pela mão de Ana Lopes e Joaquim Lopes, dois entusiastas da modalidade com espírito jovem e motivados para fazer renascer o gosto pela modalidade. Deparam-se com algumas heranças que limitaram a inscrição da equipa, mas, que após negociações viria a ser inscrita na época 2006/2007.
2009
- Campeonato Distrital.
          Rita Cordeiro 3º lugar (iniciados fem.) Treinador :  Joaquim Lopes
2010
- IV Torneio APR
Daniel Sousa  1º lugar   (iniciados masc.)
Bárbara Sousa 2º lugar  (iniciados fem.)
Sofia Oliveira/ Daniel Sousa 1º Lugar.  (iniciados pares)
           Treinadores: Joaquim Lopes e Inês Sousa
2011
- Campeonato Distrital
Daniel Sousa  2º lugar (iniciados masc.)
Sofia Oliveira/ Daniel Sousa 2º lugar  (iniciados pares)
               Treinadores:  Inês Sousa e Sara Lemos   
2012
- VI Torneio APR 
Margarida Gonçalves   1º lugar  (infantis fem.)
Mafalda Graça  2º Lugar  (iniciação juvenil)
              Treinadora: Florbela Ramos  
2013
- Campeonato Distrital
Inês Candeias 2º lugar (infantis fem.)
Treinadora: Florbela Ramos  
           VII Torneio APR
Ana Clara Honrato 1º lugar  (infantis fem.)
Beatriz Gonçalves 2º lugar  (juvenis fem.)
 Treinadora: Florbela Ramos
 -  Taça APR de Patinagem Artística – CDTN 3º lugar        
A equipa do Clube Desportivo de Torres Novas esteve representada pelas seguintes Atletas:
Joana Luz (Benjamin), Ana Honorato e Inês Candeias no escalão Infantil, Adriana Sousa e Maria Louro no escalão Iniciados e Patrícia Louro em Cadetes.
            Treinadora: Florbela Ramos
2014
– Campeonato Distrital – CDTN 3º lugar equipas (A representar o Clube Torrejano estiveram as atletas: Maria Beatriz Louro e Inês Candeias  em Iniciados, Adriana Sousa em cadetes e Patrícia Louro em Juvenis)
Patrícia Louro 3º lugar  (juvenis fem.) 
Treinadora: Florbela Ramos
 VIII Torneio APR
Inês Santos 2º lugar. (cadetes fem.)
Treinadora: Florbela Ramos 
 -  I Torneio Open A. P. Ribatejo
Patricia Louro 2ºlugar  (juvenis fem.)
Inês Candeias 3ºlugar  (iniciados fem.)
Treinadora: Florbela Ramos
2015
– Taça de  Portugal – Pela 1ª vez o CDTN esteve representado na Taça de Portugal que se realizou na Ilha de S. Miguel (Açores). Estiveram a representar o CDTN as atletas:
Ana Clara Honorato (iniciadas fem.)
Adriana  Sousa e Maria Louro (cadetes fem.)
Patr&iacut e;cia Louro e Sofia Oliveira (juvenis fem.)
Treinadora: Quina Deus
- Campeonato Distrital – 5º lugar por equipas, estiveram a representar o CDTN as atletas:
Ana Clara Honorato 5º Lugar (iniciadas fem.)
Adriana Sousa 8º Lugar (cadetes fem.)
Maria Beatriz Louro 3º Lugar (cadetes fem.)
Patrícia Louro 5º Lugar (juvenis fem.)
 Treinadora: Quina Deus
- Torneio APR – 6º lugar por equipas. Estiveram a representar o CEDTN as atletas: Ana Maria Vieira (2º lugar), Beatriz Conde (9º lugar), Beatriz Antunes (13º lugar), Catarina Batista (15º lugar), Daniela Duque (30º lugar), Rita Oliveira (6º lugar), Vanessa Dias (6º lugar), Mafalda Alves (4º lugar), Matilde Fernandes (20º lugar), Maria Antunes (4º lugar), Marta Oliveira (26º lugar), Leonor Alfaiate (23º lugar), Carolina Julião (7º lugar), Francisca Henriques (40º lugar), Leonor Esteves (23º lugar), Maria João Leal (4º lugar).
Treinadora: Quina Deus
- Campeonato Nacional – Representaram o CDTN as atletas:
Ana Clara Honorato 45º lugar (iniciadas fem.)
Maria Louro 31º lugar (cadetes fem.)
Patrícia Louro 31º lugar (juvenis fem.)
Treinadora: Quina Deus
- Torneio Interassociações – Maria Louro representa o CDTN na seleção distrital.
Treinadora: Quina Deus
- Taça do  Ribatejo – 5º lugar por equipas, representaram o CDTN as atletas: Adriana Sousa, Inês Santos e Maria Beatriz Louro no escalão de cadetes, Ana Clara Honorato, Leonor Esteves e Rita Oliveira no escalão de iniciadas, Patrícia Louro em juvenis e Beatriz Conde no escalão de Benjamins.
2016
-  Campeonato Distrital – Estiveram a representar o CDTN as atletas:
Adriana Sousa 7º lugar (juvenis fem.)
Ana Clara Honorato 5º lugar (cadetes fem.)
Treinadora: Quina Deus
- Torneio APR – 4º lugar por equipas, representaram o CDTN as atletas: Ana Maria Vieira (7º lugar), Beatriz Antunes (19º lugar), Beatriz Conde (2º lugar), Carolina Julião (3º lugar), Daniela Duque (9º lugar), Inês Santos (6º lugar), Isabela Costa (17º lugar), Lara Gomes (4º lugar), Leonor Alfaiate (16º lugar), Leonor Esteves (3º lugar), Margarida Gonçalves (6º lugar), Nádia Reis (1º lugar), Solange Vieira (13º lugar) e Vanessa Dias (12º lugar).
- Campeonato Nacional – Representaram o CDTN as atletas:
Ana Clara Honorato 40º lugar (cadetes fem.)
Adriana Sousa 22º lugar (juvenis fem.)
Treinadora:  Quina Deus
- Torneio Interassociações – Adriana Sousa representa o CDTN na seleção distrital.  22 de Outubro em Castro Verde
Treinadora: Quina Deus

### Basquetebol[5]
- 1980/81
  - Campeão Distrital de Juniores.
- 1984/85
  - Campeão Distrital de Iniciados.
- 2005/06
  - Campeão Distrital de Cadetes Masculinos.
- 2007/08
  - Campeão Distrital de Cadetes Masculinos.
- 2009/10
  - Campeão Nacional da I Divisão em Seniores Femininos.

### Pesca[6]
- Do palmarés da secção de Pesca Desportiva do CDTN constam inúmeras vitórias individuais e coletivas em dezenas de torneios e competições, destacando-se um título individual de:
  - Campeão Nacional de Pesca de Rio.
- Terá sido a secção que obteve mais troféus para o Clube Desportivo de Torres Novas.

### Andebol[7]
- 1978/79
  - Vencedores da Zona Centro do Campeonato Nacional em Seniores Femininos;
  - Vencedores da 2.ª fase do Campeonato Nacional, acabando por alcançar o 4.º lugar na fase final do Campeonato.
- 1979/80
  - Vencedores da Zona Norte do Campeonato Nacional em Seniores Femininos;
  - Vencedores da 2.ª fase do Campeonato Nacional, acabando por alcançar o 3.º lugar na fase final do Campeonato.
- 1980/81
  - Vencedores do Campeonato Distrital em Juvenis Femininos.
  - Vencedores do Campeonato Distrital em Juniores Masculinos.
  - Vencedores do Campeonato Nacional em Seniores Femininos.
  - Vencedores da Taça de Portugal em Seniores Femininos.
- 1981/82
  - A equipa sénior feminina disputa a Taça dos Campeões Europeus;
- 1982/83
  - A equipa sénior feminina disputa o Campeonato Nacional, acabando a prova em 3.º lugar.
- 1985/86
  - Vencedores da Taça da Associação de Andebol de Santarém em Seniores Masculinos.
- 1987/88
  - Vencedores do Campeonato Distrital de Andebol de Santarém em Seniores Masculinos.

### Ginástica[8]
- 1976/77
  - Título de Vice-campeão Nacional de Mini-trampolim, em iniciados;
  - Título de Campeão Nacional de Mini-trampolim, em juvenis;
- 1978/79
  - Campeão Nacional e Distrital de Mini-trampolim, seniores;
  - Título de Campeão Nacional em Duplo Mini-trampolim, em juvenis;
  - Título de Campeão Nacional de Duplo Mini-trampolim, em seniores;
  - Títulos de juvenis e seniores do Torneio Nacional da Federação Portuguesa de Ginástica, em Duplo Mini-trampolim;
- 1979/80
  - Título de Campeão Nacional de Mini-trampolim, em seniores;
- 1980/81
  - Título de Campeão Nacional de Duplo Mini-trampolim, em seniores;
  - Título de Campeão Nacional de Duplo Mini-trampolim, em juvenis;
- 1981/82
  - Título de Campeão Regional de Mini-trampolim, em juniores;
  - Título de Campeão Regional de iniciados e juvenis em Duplo Mini-trampolim;
  - Título de Campeão Nacional em Duplo Mini-trampolim em juvenis, juniores e juniores femininos;
- 1982/83
  - Títulos de Campeão Regional de Mini-trampolim em infantis e iniciados femininos e juniores masculinos;
- 1983/84
  - 3.º lugar (coletivo) no Campeonato Nacional de Mini-trampolim; Vários títulos distritais de Mini-trampolim;
- 1984/85
  - 5 títulos de Campeão Distrital de Duplo Mini-trampolim;
- 1985/86
  - 2 vitórias individuais e 2 vitórias  coletivas no Torneio Aberto de Duplo Mini-trampolim;

### Hóquei em Patins[9]
- 1988/89 
  - Campeão da sua zona, na 3.ª Divisão.
  - Campeão Nacional da 3.ª Divisão.
  - Campeão Distrital de iniciados.

## Modalidades
- Futebol
- Basquetebol
- Patinagem
- Ténis
- Pesca
- Andebol
- Ginástica
- Judo
- Hóquei em Patins

## Estádio
- Estádio Municipal Dr. Alves Vieira[10]

## Marca do equipamento
- Patrick